# Vincent Kipruto
Vincent Kipruto (né le 13 septembre 1987) est un athlète kényan spécialiste du marathon.

## Palmarès
| Date | Compétition                        | Lieu      | Résultat | Épreuve       | Temps           |
| ---- | ---------------------------------- | --------- | -------- | ------------- | --------------- |
| 2009 | Marathon de Paris                  | Paris     | 1er      | Marathon      | 2 h 5 min 47 s  |
| 2011 | Championnats du monde d'athlétisme | Daegu     | 2e       | Marathon      | 2 h 10 min 6 s  |
| 2013 | Marathon du lac Biwa               | Lac Biwa  | 1er      | Marathon      | 2 h 8 min 34 s  |
| 2013 | Marathon de Francfort              | Francfort | 1er      | Marathon      | 2 h 6 min 15 s  |
| 2016 | Marathon de Xiamen                 | Xiamen    | 1er      | Marathon      | 2 h 10 min 18 s |
| 2016 | Semi-marathon de Barcelone         | Barcelone | 1er      | Semi-marathon | 1 h 2 min 54 s  |

### Records
| Épreuve  | Performance    | Lieu      | Date          |
| -------- | -------------- | --------- | ------------- |
| Marathon | 2 h 5 min 13 s | Rotterdam | 11 avril 2010 |